# HGV-202F
Le HGV-202F est un planeur hypersonique (HGV) indien conçu, développé et construit par la société indienne de défense et de spatial HTNP Industries,.
L'Arms Control Association (en) indique que « les planeurs hypersoniques se distinguent des missiles balistiques traditionnels par leur capacité à manœuvrer et à opérer à des altitudes plus basses ». Le HGV-202F est conçu pour être monté sur un missile balistique (un Agni V ou un Agni VI (en)) spécialement conçu pour transporter les HGV,, afin d'augmenter la maniabilité et la vitesse du missile balistique. Cette augmentation des capacités apportée par les HGV soulève de nouveaux défis pour les systèmes de défense antimissile conventionnels. Les systèmes défensifs devenant moins performants que les systèmes offensifs tel le HGV-202F, de nombreux acteurs de l'industrie de la défense craignent que ces armes hypersoniques ne ravivent une course aux armements comme celle de la guerre froide.

## Utilisateur
Le Strategic Forces Command (en) indien est le seul opérateur du HGV-202F HGV,,,,.